# زهرة برية
النبتة البرية ((بالإنجليزية: Wildflower)‏) هي سلسلة الدراما التلفزيونية الفلبينية.

## روابط خارجية
- زهرة برية على موقع IMDb (الإنجليزية)
- زهرة برية على موقع نتفليكس (الإنجليزية)
- زهرة برية على موقع قاعدة بيانات الفيلم (الإنجليزية)